# SN 2008gb
SN 2008gb – supernowa typu Ia odkryta 4 października 2008 roku w galaktyce UGC 2427. W momencie odkrycia miała maksymalną jasność 16,90m.